# Stânceni, Mureș
Stânceni (în maghiară Gödemesterháza, în germană Meisterhausen) este satul de reședință al comunei cu același nume din județul Mureș, Transilvania, România.

## Localizare
Localitatea Stânceni, satul de reședința a comunei (suprafața de 233,65 ha), se situează pe drumul DN (E578), fiind cuprins între meridianele 23º55' și 25º14' longitudine estică și paralelele 46º09' și 47º00' latitudine nordică. Distanța intre Toplița și Stânceni este de 10 km și de 100 km intre Stânceni si Tg. Mureș.
Primele documente ale localității datează din 1808, cu numele Mesterháza.

## Istoric
Așezările comunei sunt tipice satului din zona montană și submontană. În funcție de condițiile oferite de relief localitățile s-au dezvoltat răsfirat, de-a lungul văii Mureșului și ale afluenților acestuia, precum și de-a lungul drumurilor. Caracteristice zonei sunt construcțiile de lemn, care adăpostesc o gamă largă de funcțiuni, începând de la locuințe, grajduri, anexe gospodărești și până la lăcașuri de cult, biserici etc. Arhitectura lemnului este un fenomen cultural-artistic.
Vatra satelor din această zonă s-a constituit din dezvoltarea unor ansambluri gospodărești dintre cele mai originale, constituite din locuința propriu-zisă și anexele sale, din instalațiile tradiționale de tehnica populară și meșteșugărească. Casa tradițională s-a format prin folosirea unui sistem constructiv specific locului.
În funcție de condițiile de viață pe care le-a oferit zona și în funcție de posibilitățile economice satele au cunoscut o continuă modificare.
În prezent localitățile au un fond construit omogen, care păstrează formele și materialele tradiționale din zonă. Majoritatea construcțiilor au regim parter, casele sunt așezate pe loturi individuale.
Datorita condițiilor oferite de relief localitățile s-au dezvoltat răsfirat, de-a lungul văii Mureșului și ale afluenților acestuia, precum și de-a lungul drumurilor. Caracteristice zonei sunt construcțiile de lemn, care adăpostesc o gamă largă de funcțiuni, începând de la locuințe, grajduri, anexe gospodărești și până la lăcașuri de cult, biserici, etc.

## Personalități
- Andrei Cadar (1860 - 1930), deputat în Marea Adunare Națională de la Alba Iulia 1918